# Solanillos del Extremo
Solanillos del Extremo – gmina w Hiszpanii, w prowincji Guadalajara, w Kastylii-La Mancha, o powierzchni 34,83 km². W 2011 roku gmina liczyła 109 mieszkańców.